# Com Alegria
Com alegria é o 6º álbum de estúdio do cantor brasileiro Marcelo Nascimento, lançado de forma independente em 2003.

## Faixas
1. Quem me tocou (Marcelo Nascimento)
2. Com alegria (Marcelo Nascimento)
3. Dê uma chance (Marcelo Nascimento)
4. Jesus mudou a minha história (Marcelo Nascimento)
5. Vinde a mim (Marcelo Nascimento)
6. Tenha misericórdia de mim (Marcelo Nascimento)
7. Um grande homem (Marcelo Nascimento)
8. O dia em que saí de casa (Marcelo Nascimento)
9. Quão grande és tu (Harpa Cristã)
10. Vou caminhando (Marcus Salles)
11. Tu és fiel e nunca falha (Marcelo Nascimento)
12. A mão no arado (Harpa Cristã)

## Ficha técnica
- Gravação de base no estúdio: Canto de Vitória, RJ, no inverno de 2001.
- Gravação geral no estúdio: Ric Luna, RJ, no inverno de 2001.
- Produção executiva: Marcelo Nascimento Produções
- Produção musical: Marcelo Nascimento
- Produção de voz: Marquinhos Nascimento
- Técnicos de gravação: Agenir Parreira, Serginho Freitas, Edinho, Nilson Silva Santana e Ric Luna
- Mixagem: Ric Luna, Marcelo Nascimento e Moisés Nascimento
- Masterização: Agenir Parreira
- Arranjos e regência: Marcelo Nascimento e Mito
- Teclados e cordas: Mito
- Bateria: Valmir Bessa e Edimar Moura
- Contrabaixo: Charles Martins, Marcus Salles e Marcelo Nascimento
- Fletless: Marcus Salles
- Guitarras: Mindinho
- Violões: Eraldo Taylor, Mindinho e Marcelo Nascimento
- Percussão: Ubiratan Silva
- Metais: Moisés Nascimento e Josué
- Sax: Zé Canuto
- Solos guitarra: Mindinho
- Solos violão: Marcelo Nascimento
- Back vocal: Marquinhos Nascimento, Gisele Nascimento, Wilian Nascimento (participação: Douglas Nascimento)
- Participação especial: Irmã Noêmia Nascimento (mãe) na música "A mão no arado"
- Fotos, programação visual e fotolitos: Sérgio Menezes
- Assessoria fotográfica: Multiplay CD